# Chronologie de Teradata
Cet article décrit les principales étapes du développement de Teradata.
1976-1979
- Le concept de Teradata est né de recherches effectuées au California Institute of Technology (Caltech) et des discussions du groupe des techniques de pointe de Citibank. Caltech et Citibank a démontré le pourquoi du comment du concept. Les idées avancées se sont concrétisées au cours de l'hiver et du printemps 1979. Ses fondateurs ont travaillé à partir d'un modèle « prêt à l'emploi » pour concevoir un système de gestion de base de données révolutionnaire permettant le traitement parallèle à l'aide de microprocesseurs multiples, essentiellement destinés au support des prises de décisions. À l'instar des chevaux, les microprocesseurs étaient réunis pour gérer de grosses charges plutôt que de dépendre d'un seul cheval pour faire tout le travail.

1979
- Teradata a été fondée le 13 juillet 1979 en commençant ses activités dans un garage de Brentwood, en Californie. Le nom de Teradata symbolisait la capacité à gérer des téraoctets de données. Ses fondateurs ont passé l'année suivante à rechercher les financements nécessaires. Une levée de fonds de 150 000 dollars réalisée en mars 1980 permit véritablement aux travaux de conception et de brevetage de commencer.

1980
- Le premier accord de financement, d'un montant de 2,5 millions de dollars, est conclu en juillet 1980, ce qui permet à la société de recruter une équipe de Recherche & Développement.

1983
- Le premier système bêta est envoyé à la Wells Fargo Bank juste avant Noël.

1986
- Teradata est élu « Produit de l'année » par le magazine Fortune. Premier trimestre à dégager un bénéfice (d'avril à juin).

1987
- Teradata devient une propriété intellectuelle en août.

1989
- Teradata Corporation signe un accord de partenariat avec NCR Corporation pour développer la prochaine génération d'ordinateurs de bases de données.

1991
- NCR est racheté par AT&T le 19 septembre 1991. En décembre 1991, NCR annonce l'acquisition de Teradata.

1992
- Le premier système de plus d'un téraoctet entre en opération à Wal-Mart en janvier.

1994
- Gartner élève Teradata au rang de "leader du traitement parallèle commercial".

1995
- Le cabinet de conseil IDC élit Teradata numéro un du traitement parallèle de masse dans le magazine Computerworld.

1996
- Une base de données Teradata devient la plus importante au monde avec une capacité de 11 téraoctets. Gartner commente : « Teradata V2 de NCR a prouvé son évolutivité… » tandis que le Data Warehouse Institute décerne son prix des meilleures pratiques en matière d'entreposage de données à Teradata.

1997
- AT&T se sépare de NCR, qui redevient une société indépendante cotée en bourse le 1er janvier 1997.
- Teradata lance sa première solution marketing axée sur les événements "Relationship Optimizer", application de gestion de la relation client codéveloppée avec une importante banque, cliente de la société.
- Avec 24 téraoctets de données utilisateur, la base d'un des clients de Teradata est la plus importante base de données de production au monde. Teradata reçoit le Data Warehouse Institute Best Practices Award et le DBMS Readers' Choice Award.

1998
- Teradata supporte Microsoft Windows NT.

1999
- Avec 130 téraoctets de données utilisateur sur 176 nœuds, la base d'un des clients de Teradata devient la plus importante base de données en production du monde.
- NCR consolide son activité d'entreposage de données dans le cadre d'une division distincte.

2000
- La première application d'entreprise pour la mesure détaillée de la rentabilité des clients, Value Analyzer (VA), est lancée au sein de la Banque royale du Canada où elle devient rapidement un succès reconnu. En neuf mois, VA est adoptée par dix clients Teradata.
- NCR acquiert Ceres Integrated Solutions, un fournisseur de logiciels de gestion de la relation client, transformant cet outil en un nouveau produit baptisé Teradata CRM.
- Teradata acquiert le partenaire commercial Stirling Douglas Group of Canada, ajoutant ainsi son logiciel de gestion de la chaîne de demande à sa gamme croissante d'applications analytiques d'entreprise. La gestion de la chaîne de demande garantit une gestion des stocks en temps réel via des capacités de prévision sophistiquées exploitant les données détaillées issues de l'entrepôt Teradata.

2001
- Teradata a plus que doublé les lignes de codes (de 1,6 million à 3,8 millions).
- Teradata lance sa solution de gestion financière, une architecture analytique constituée d'éléments matériels, de logiciels, de conseils professionnels et de services d'assistance.

2002
- Teradata lance Teradata Warehouse 7.0. C'est la première fois dans l'histoire des entrepôts de données qu'un fournisseur étend la prise de décision au-delà des cadres supérieurs de l'entreprise à toutes les fonctions de l'organisation, optimisant ainsi les prises de décision opérationnelles et stratégiques.
- Teradata acquiert Sagetree, un fabricant d'applications logicielles conçues pour l'intelligence de la chaîne logistique, agrandissant ainsi la gamme de solutions analytiques d'entreprise de Teradata.

2003 
- Plus de 120 sociétés leaders du secteur migrent d'Oracle vers Teradata à la suite du lancement du programme de migration Oracle-à-Teradata.
- Le Teradata University Network est créé pour contribuer au développement des connaissances des entrepôts de données au sein de la communauté universitaire. Près de 170 universités, réparties dans 27 pays, sont représentées dans le réseau.
- Lancement de la version 5.0 de Teradata Customer Relationship Manager (CRM).

2004
- Teradata fête son 25e anniversaire.
- Teradata et SAP, premier fournisseur mondial de solutions logicielles commerciales, annonce la signature d'un accord de partenariat technologique permettant de fournir des solutions analytiques aux entreprises ayant besoin de volumes de données importants.
- Teradata et Siebel Systems (aujourd'hui Oracle Business Intelligence), l'un des premiers fournisseurs d'applications commerciales, annoncent la mise en place d'un partenariat stratégique pour faciliter la disponibilité immédiate de produits intégrés et optimisés.
- D'après InformationWeek (27 septembre 2004), « le système Teradata unique et centralisé de 423 téraoctets de Wal-Mart représente à lui seul son avantage sur la concurrence […]. Il permet aux mêmes données d'être exploitées aussi bien pour les acheteurs que pour les fournisseurs ».
- Teradata annonce la disponibilité de son logiciel d'extraction de données amélioré Teradata® Warehouse Miner 4.0 et de l'outil d'extraction de données Teradata Profiler.

2005
- Teradata lance Teradata Warehouse 8.1.
- Teradata fournit le système d'exploitation Linux dans les entrepôts de données d'entreprise, outre l'environnement existant Windows et son propre système d'exploitation UNIX, UNIX MP-RAS.

2006
- Teradata acquiert l'application SeeCommerce SeeChain.
- Gartner classe Teradata parmi les leaders de son Cadran Magique pour la gestion des campagnes multi-réseaux.
- Teradata est nommé parmi les "Meilleurs fournisseurs mondiaux de technologies de l'information".
- Teradata finalise la certification d'intégration SAP.
- Teradata lance la solution de gestion des données de référence d'entreprise.
- Teradata Warehouse 8.2 étend la capacité des clients à fournir des informations en temps réel avec des performances accrues, un volume significatif de requêtes simultanées, une haute disponibilité du système, une surveillance des événements, une intégration à l'entreprise en toute facilité, une gestion du système simplifiée, ainsi que des charges de travail opérationnelles à court terme et stratégiques à long terme inégalées.
- Teradata lance le serveur NCR 5450, qui présente une amélioration de 18 % du ratio prix/performances par rapport aux modèles précédents. Celui-ci peut fonctionner avec six précédentes générations de serveurs et être opérationnel en quelques heures seulement.
- Annonce de la disponibilité de la solution de gestion du risque d'entreprise Teradata pour les services financiers, qui fournit une infrastructure centralisée ainsi que des capacités d'analyse afin d'identifier les meilleures opportunités pour une croissance rentable tout en répondant aux exigences réglementaires en toute fiabilité.

2007
- Microsoft et Teradata concluent une alliance stratégique.
- NCR annonce son intention de se scinder en deux entités indépendantes. L'opération créera deux entreprises phares sur le marché, NCR et Teradata, centrées sur des activités différentes.
- Teradata est nommé meilleur fournisseur mondial d'appareils pour entrepôts de données et business intelligence par le magazine Intelligent Enterprise.
- Teradata et DFA Capital Management Inc. annoncent un accord de partenariat.
- Agilent Technologies et Teradata inaugurent un partenariat pour intégrer réseau et données clients pour le secteur des télécommunications.
- Teradata Warehouse Miner 5.1 permet aux technologies d'extraction de données de différents fournisseurs d'être intégrées à l'entrepôt de données d'entreprise Teradata, permettant ainsi aux sociétés de prévoir l'avenir. Cet environnement analytique ouvert étend les choix de technologies d'extraction de données tout en exploitant la base de données pour y extraire des informations.
- Teradata annonce la disponibilité de son serveur Teradata 5500 qui utilise près de 75 % d'énergie en moins et fonctionne avec plusieurs générations de serveurs Teradata, pérennisant ainsi les investissements technologiques des clients.
- Plus de 850 universités, réparties dans près de 70 pays, sont représentées dans le Teradata University Network.
- 1er octobre 2007 : Introduction de Teradata Corporation en Bourse (NYSE: TDC). Teradata Corporation se sépare de NCR et devient une entreprise indépendante.